# Pierre Kouada
Pierre Kouada (ur. 29 czerwca 1966) – burkiński piłkarz występujący na pozycji obrońcy.

## Kariera klubowa
W swojej karierze Kouada występował między innymi w burkińskim zespole Étoile Filante Wagadugu. W 1996 roku zdobył z nim Puchar Burkiny Faso.

## Kariera reprezentacyjna
W latach 1994–1997 w reprezentacji Burkiny Faso Kouada rozegrał 5 spotkań. W 1996 roku został powołany do kadry na Puchar Narodów Afryki. Zagrał na nim w meczach ze Sierra Leone (1:2) i Zambią (1:5), a Burkina Faso odpadło z turnieju po fazie grupowej.